# Az 1873. évi krach következményei
Az 1873-as évet a tőzsdekrach, az utolsó nagy kolera, az ínséges termés és az államcsőd szélére jutás jellemezte. Legfontosabb válsággócok a következő helyen voltak: bank, állam, parasztgazdaság.

## Tőzsde
Az esemény a bécsi tőzsde összeomlásával vette kezdetét. Különösen a vasút részvényei aggodalmaskodtak, elkezdték eladni a részvényeiket, ami egy eladási lavinát indított el, melynek következtében rengeteg vasúti társaság megbukott. Ez után mentek tönkre a vasút szállítói, a gép- és acélgyárak mellett a kohók és bányatársulatok. Ami a hitel- és bankválságot illeti a váltótárca megduzzadt, a pénztári készlet nem csökkent. A tőzsdeéletet súlyosan érintette a válság, az értékpapírok 20-45%-os árfolyamesést mutattak. Magyarországon 10 bank ment tönkre 3,3 milliós alaptőkével. A két legnagyobb bank veszteségei voltak a legjelentősebbek, a Franko-Magyar Bank és az Angol-Magyar Banké. A Franko-Magyar Bank csődjéhez hozzájárult a rosszul elsült értékpapír-spekularizáció. Hiába próbálták titkolni, hamis adatokkal helyrehozni, elkerülhetetlen volt a felszámolás. Az Angol-Magyar Bank bukását az erdőüzlet és a besztercebányai faüzlet okozta. A kiegyezés után nem volt megállapodás a jegybank kérdésében, végül Magyarország elfogadta az Osztrák-Nemzeti Bank bankjegyeinek kényszerárfolyamát. 1878-ban önálló magyar jegybank, dualista jegybank jött létre. Továbbra is egyetlen jegybank működött a Monarchiában, így Magyarország lemondott arról a céljáról, hogy független Magyar Nemzeti Bank jöjjön létre, viszont binacionális bank lett, aminek a neve is megváltozott Osztrák-Magyar Bank lett, aminek a központja Bécs maradt, de főintézetei voltak Budapesten.

## Kolera
Hatalmas áldozatai voltak, 450 ezer megbetegedést észleltek és 900 ezer fős halálozást mutattak a népességstatisztikák. Hatása akkora volt, hogy a ’70-es évekbeli természetes szaporodást felemésztette. Az országban nem volt egyenletes a pusztítás. A Dunántúl és Erdély belsejét szinte teljesen elkerülte. A legnagyobb pusztítás a Zempléntől Bácskáig mutatkozott. Legfontosabb a fertőtlenítés volt, viszont erre a szegényebb rétegnek nem volt pénze. Az egyetlen pozitív hatása ebben az időben elkezdték a csatornázást, a vízvezeték kiépítését, fejlesztették az orvostudományt és az egészségügyet.

## Mezőgazdaság
Mezőgazdaságban hatalmas visszaesést mutatott a rozs, a kukorica és a búza, kisebb mértékű visszaesést az árpa. Az észak-keleti megyék jelentős része nem tartozott a veszélyeztetett vidékhez, mivel itt árpát és zabot termesztettek, aminek a mennyisége nem csökkent olyan nagy mértékben. Erdélyben sem jelentkezett az ínség rémülete, mivel rengeteg kukoricát hoztak be ide. Az ugar kb. 20% volt, két- és háromnyomásos gazdálkodást folyt, az üresen, parlagon hagyott területeken nem termesztettek növényt, elmaradott volt. Késői fagyok, májusi felhőszakadás, gabonarozsda nevű gombabetegség ütötte fel a fejét és elszaporodtak a mezei egerek. Ennek következtében a gabona ¾-ed része elpusztult. Késett az őszi aratás és közben kitört a kolera, mindemellett pénzkrízis köszöntött be. A súlyosbodó helyzetben nem tudták fedezni a szükségleteiket a törpebirtokosok, a kis- és középbirtokosok sem. A kis- és középbirtokosok csak úgy tudtak segíteni magukon, ha hitelt vettek fel, viszont a hitelválság miatt nagyon drága kölcsönöket kaptak. A kamat felső határát eltörölték és megindult az uzsora. Azért, hogy a birtokosok a fizetési kötelezettségeiket teljesíteni tudják, ahhoz árukkal kell rendelkezni, amit el tudtak volna adni, viszont az élelmiszertermelés hanyatlásnak indult, kevesebb eladható áruval rendelkeztek. De muszáj volt nekik fizetni és ezért újabb és drágább kölcsönökhöz, sok esetben uzsorához fordultak. 1876-ban szabadalmaztatta Mechwart András kéregöntésű acélhengerszékét, amivel a malomipar a világ élvonalába került. Ez a találmány forradalmasította a malomipart, az acélhengerszék különböző minőségű és tökéletes őrlésű gép volt, (Ganz- gyárban gyártották) ennek köszönhetően a liszttermelés duplájára nőtt. A mezőgazdaság, az élelmiszer- és nehézipar az „önsegéllyel” kijöttek a válságból. De ez nemzetközi pénzpiacok közreműködésével lehetett csak megoldani. 1879-ben alakult meg a Kisbirtokosok Országos Földintézete, abból a célból, hogy kisebb jelzálogkölcsönt tudjanak biztosítani, ez állami támogatással jött létre, viszont ez csak a középbirtokosokat segítette.

## Felhasznált irodalom
- BEREND T. Iván–SZUHAY Miklós: A tőkés gazdaság története Magyarországon 1848-1944. Kossuth Könyvkiadó, Közgazdasági és Jogi Könyvkiadó, Budapest, 1973.
- KÖVÉR György: 1873. Egy krach anatómiája. Kozmosz Könyvek, Budapest, 1986. (Az Én Világom)
- SURÁNYI-UNGER Tivadar: A gazdasági válságok történetének vázlata 1920-ig. Szent-István-Társulat, Budapest. 1921.
- TOMKA Béla: A magyarországi pénzintézetek rövid története 1836–1947. Aula Kiadó, Budapesti Közgazdaságtudományi és Államigazgatási Egyetem, Budapest, 2000.
- PÁLVÖLGYI Balázs: „A kolera egyike az emberiség legnagyobb jótevőinek”: a kolera elleni védekezés a közegészségügyi közigazgatás rendszerében az 1872–1873-as kolera idején. Jogtörténeti Szemle 7, 2005: 3, 76–83.